# Forces aériennes françaises libres
Forces aériennes françaises libres (Vzdušné síly svobodné Francie či Francouzské svobodné letectvo), známé také pod zkratkou FAFL, byly letectvem Forces françaises libres. Oficiálně založeny byly 8. července 1940, po výzvě generála de Gaulla z 18. června 1940 k pokračování v boji proti Německu, a reálně se do bojů zapojily od léta 1941, se vznikem prvních stíhacích (francouzsky groupe de chasse) a bombardovacích (groupe de bombardement) skupin (perutí), zpočátku v rámci Royal Air Force. Oficiálně byly rozpuštěny 1. srpna 1943 po spojení sil Svobodné Francie, do té doby řízených Francouzským národním výborem, a sil podřízených generálu Giraudovi, do jednotných ozbrojených sil pod vedením Francouzského výboru národního osvobození.

## Jednotky FAFL
- Groupe de chasse Alsace
- Groupe de chasse Île-de-France
- Groupe de chasse Normandie
- Groupe de bombardement Lorraine
- Groupe de bombardement Bretagne

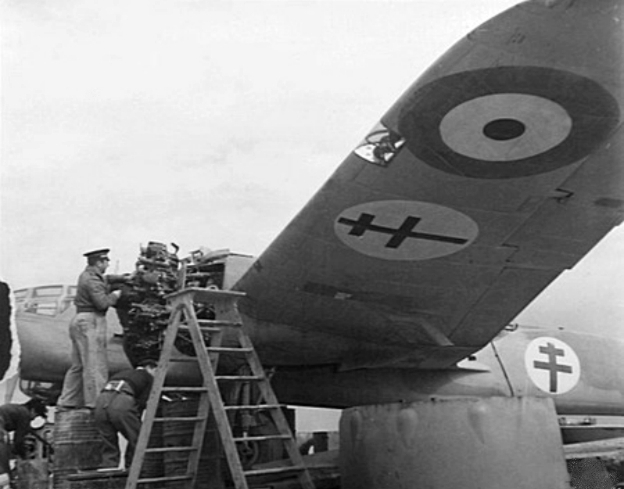
Bristol Blenheim Forces aériennes françaises libres během údržby, 1941.

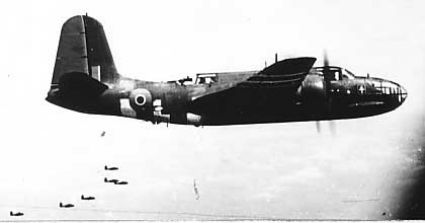
Douglas Boston bombardovací skupiny „Lorraine“ během podpory vylodění v Normandii v roce 1944.

- Groupe Artois (pověřená pobřežním průzkumem)
- Groupe Picardie (pověřená pobřežním průzkumem)
- 2e régiment de chasseurs parachutistes
- 3e régiment de chasseurs parachutistes
- Lignes aériennes militaires
- Groupe de bombardement 347 Tunisie
- Groupe de bombardement 346 Guyenne
- 3e Escadre de chasse (založena 1. ledna 1944)[1]

## Generálové FAFL
- Martial Valin
- François d'Astier de La Vigerie

## Známí příslušníci FAFL
- Marcel Albert (druhé nejúspěšnější francouzské eso druhé světové války)
- Henri de Bordas
- Henri Bouquillard
- Pierre Brisdoux Galloni d'Istria
- Maurice Choron
- Pierre Clostermann (nejúspěšnější francouzské eso druhé světové války)
- James Denis
- Bernard Dupérier
- Émile Fayolle
- Henri Foucaud
- Romain Gary
- Paul Ibos
- François de Labouchère
- Philippe Livry-Level
- Jean Maridor
- Pierre Mendès France (důstojník v Groupe de bombardement „Lorraine“)
- René Mouchotte
- Charles Félix Pijeaud (jeden ze zakladatelů FAFL, a první náčelník štábu)
- Jacques de Stadieu
- Roland de la Poype
- Henry de Rancourt de Mimérand (velitel Groupe de bombardement „Lorraine“)
- Jacques de Saint-Phalle
- Jacques-Henri Schloesing
- Philippe de Scitivaux
- Gustave Augustin Douchy
- Georges Le Calvez
- Joséphine Baker
- Lionel de Marmier
- Jean Demozay
- Joseph Kessel
- Jacques Andrieux
- André Turcat (v poválečném období známý zkušební pilot)